# Elk Grove Village
Elk Grove Village is een plaats (village) in de Amerikaanse staat Illinois, en valt bestuurlijk gezien onder Cook County en DuPage County.

## Demografie
Bij de volkstelling in 2000 werd het aantal inwoners vastgesteld op 34.727. In 2006 is het aantal inwoners door het United States Census Bureau geschat op 33.666, een daling van 1061 (-3,1%).

## Geografie
Volgens het United States Census Bureau beslaat de plaats een oppervlakte van 28,8 km², waarvan 28,6 km² land en 0,2 km² water.

## Sport
In de omgeving van Elk Grove Village wordt elk jaar de Ronde van Elk Grove voor wielrenners op de weg gereden.

## Geboren
- Parvesh Cheena (22 juli 1979), acteur en filmproducent
- Billy Corgan (17 maart 1967), muzikant

## Plaatsen in de nabije omgeving
De onderstaande figuur toont nabijgelegen plaatsen in een straal van 8 km rond Elk Grove Village.